# Otto Geisel
Otto Johannes Geisel (* 27. Dezember 1960 in Bad Mergentheim) ist ein deutscher Unternehmensberater und Fachbuchautor.

## Leben und Wirken
Otto Geisel entstammt der Gastronomenfamilie Geisel aus München. Nach dem Abitur folgte die Ausbildung zum Koch bei Günter Seeger im Schwarzwald. 1984 erlangte er ein Diplom als Hotelbetriebswirt. 1985 trat er in die Geschäftsleitung des familieneigenen Hotels Victoria in Bad Mergentheim ein. Ab 1993 war das Hotel-Restaurant Zirbelstube mit einem Michelin-Stern ausgezeichnet. 2010 verkaufte er das Hotel.
2011 gründete er das Institut für Lebensmittelkultur als Kapitalgesellschaft für Unternehmensberatung in München. Er organisierte von 2004 bis 2021 den Int. Eckart Witzigmann Preis.
Von 2004 bis 2010 engagierte sich Geisel im Vorstand von Slow Food Deutschland, ab 2006 als Vorsitzender. Zwischen 2015 und 2021 war Geisel in sechs Folgen der Fernsehsendung freizeit mit dem Schmidt Max im BR zu sehen.
Als Hubert Burda Media 2020 die Lizenz für die Restaurant- und Wein-Guides Gault-Millau für Deutschland und Italien erwarb, übernahm Geisel die Leitung des Expertenbeirates für beide Länder.

## Veröffentlichungen
- mit Andreas Braun: Große Weine aus Südwest. Die 101 besten Weingüter im Genießerland Baden-Württemberg. Hampp, Stuttgart 2008, ISBN 978-3-936682-62-5.
- 99 × deutsche Weine mit denen Sie garantiert alles richtig machen. Christian Verlag, München 2017, ISBN 978-3-95961-016-2.
- Das neue Südtirol: 50 kulinarische Entdeckungen aus Küche und Weinkeller. Christian Verlag, München 2018, ISBN 978-3-95961-183-1.
- Wein & Genuss in Südtirol. Zabert Sandmann, München 2020, ISBN 978-3-96584-032-4.